# قسمت موهومی

نمایش یک عدد مختلط در صفحهٔ مختلط، قسمت موهومی عدد برابر است با.

در ریاضیات، قسمت موهومی یا بخش موهومی یا مؤلفهٔ موهومی (به انگلیسی: Imaginary Part)، برای یک عدد مختلط، مؤلفهٔ دوم در زوج مرتب نشان‌دهندهٔ آن عدد مختلط است. برای مثال، برای عدد مختلط {\displaystyle z=(x,y)} یا به بیان دیگر {\displaystyle z=x+iy} (که {\displaystyle x} و {\displaystyle y} اعداد حقیقی هستند)، قسمت موهومی عدد {\displaystyle z} برابر است با {\displaystyle y}. در مقابل، قسمت حقیقی، مؤلفهٔ نخست در زوج مرتب نشان‌دهندهٔ عدد مختلط است؛ بنابراین برای عدد مختلط {\displaystyle z=(x,y)}، قسمت حقیقی برابر است با  {\displaystyle x}.
قسمت موهومی عدد مختلط {\displaystyle z} با {Im{z و قسمت حقیقی آن با {Re{z نشان داده می‌شود.